# Шёделиус, Свен-Олов
Свен-Олов Исак Шёделиус (швед. Sven-Olov Isak Sjödelius; 13 июня 1933, Нючёпинг, Швеция — 29 марта 2018, там же) — шведский гребец-байдарочник, выступал за сборную Швеции в начале 1950-х — середине 1960-х годов. Чемпион двух летних Олимпийских игр, серебряный и бронзовый призёр чемпионатов мира, серебряный призёр чемпионата Европы, победитель многих регат национального и международного значения.

## Биография
Свен-Олов Шёделиус родился 13 июня 1933 года в Нючёпинге. Активно заниматься греблей начал с раннего детства, проходил подготовку в местном каноэ-клубе Nyköpings Kanotklubb.
Первого серьёзного успеха на взрослом международном уровне добился в 1950 году, когда попал в основной состав шведской национальной сборной и побывал на чемпионате мира в Копенгагене, откуда привёз награду серебряного достоинства, выигранную в зачёте четырёхместных байдарок на дистанции 1000 метров. В 1958 году выступил на мировом первенстве в Праге, где стал бронзовым призёром в эстафете 4 × 500 м.
Благодаря череде удачных выступлений Шёделиус удостоился права защищать честь страны на летних Олимпийских играх 1960 года в Риме — в двойках на тысяче метрах вместе с напарником Гертом Фредрикссоном обогнал всех своих соперников и завоевал тем самым золотую олимпийскую медаль. Кроме того, стартовал в программе эстафеты, но здесь сумел дойти лишь до стадии полуфиналов, где финишировал третьим.
После римской Олимпиады Свен-Олов Шёделиус остался в основном составе шведской национальной сборной и продолжил принимать участие в крупнейших международных регатах. Так, в 1963 году он представлял страну на чемпионате мира в югославском Яйце, на котором также разыгрывалось европейское первенство, и выиграл серебряную медаль среди одиночек на десяти километрах.
Будучи одним из лидеров гребной команды Швеции, благополучно прошёл квалификацию на Олимпийские игры 1964 года в Токио — со своим новым партнёром Гуннаром Уттербергом вновь завоевал золото в километровой гонке двоек, тогда как среди четвёрок на километре занял пятое место, немного не дотянув до призовых позиций. Вскоре по окончании этих соревнований принял решение завершить карьеру профессионального спортсмена, уступив место в сборной молодым шведским гребцам.
Скончался 30 марта 2018 года .